# Corydalis stolonifera
Corydalis stolonifera är en vallmoväxtart som beskrevs av Lidén. Corydalis stolonifera ingår i släktet nunneörter, och familjen vallmoväxter. Inga underarter finns listade i Catalogue of Life.